# Победа (монумент)

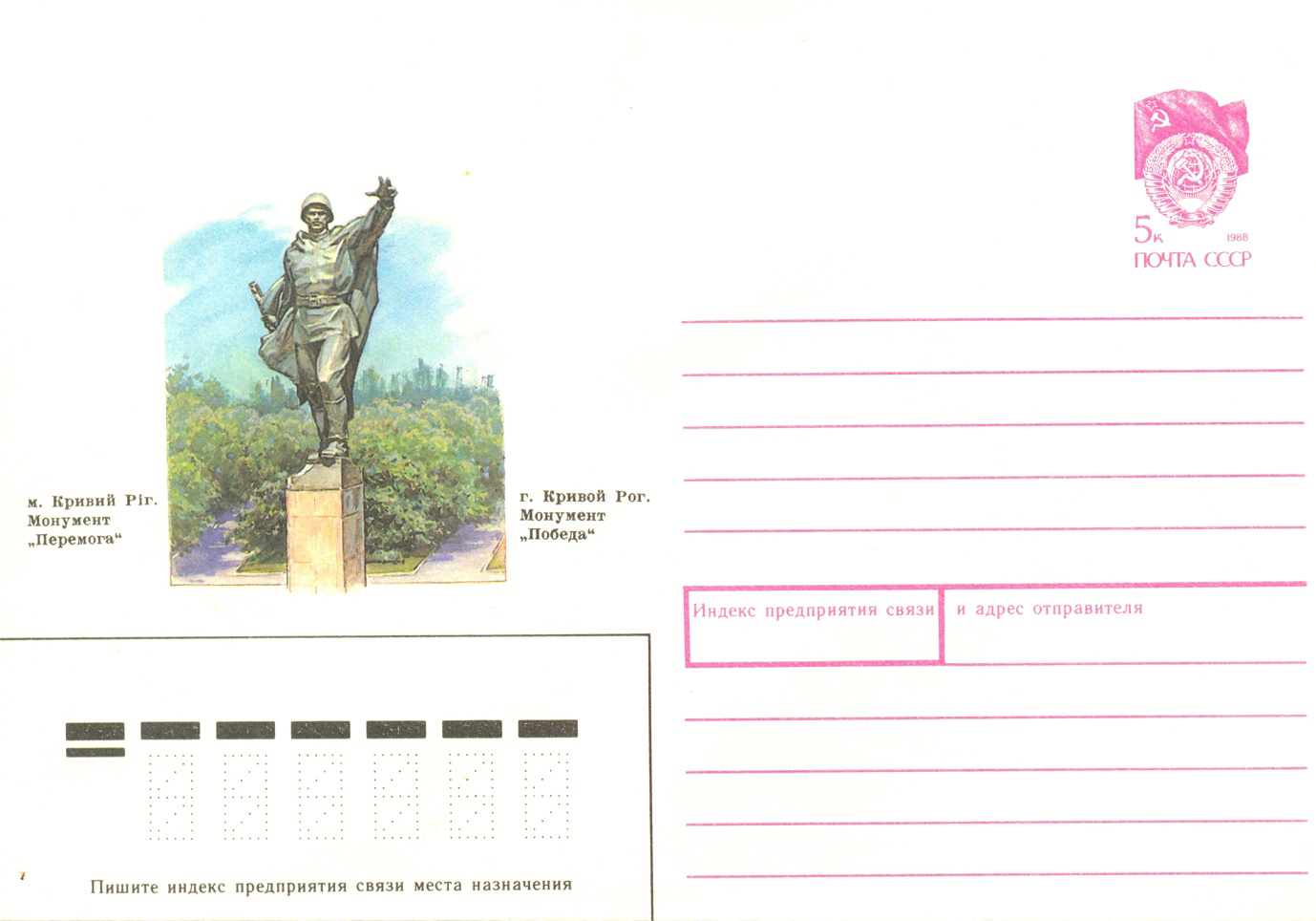
Почтовый конверт СССР. 1980 год

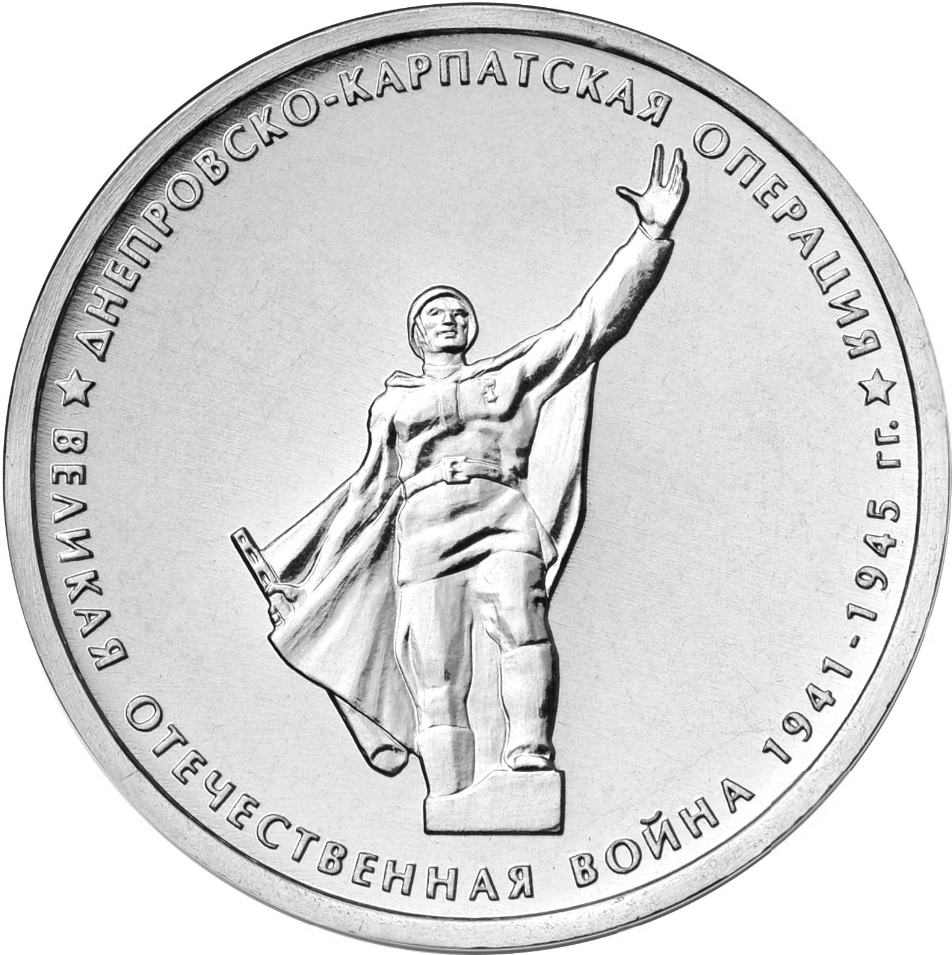
Монумент на 5-рублёвой монете Банка России

Открытие монумента в 1968 году

Монумент «Победа» (укр. Монумент «Перемога») — памятник, посвящённый советским воинам 3-го Украинского фронта, освободившим Кривой Рог 22 февраля 1944 года от немецких войск во время Великой Отечественной войны.

## История
Начало строительства монумента положили ветераны — бывшие бойцы и командиры 48-й гвардейской Криворожской стрелковой дивизии, написав письма руководителям города с просьбой рассмотреть возможность строительства памятника.
Общественность города с пониманием восприняла предложение ветеранов 48-й гвардейской дивизии. Деньги (добровольные пожертвования) собрали достаточно быстро и строительство мемориала началось.
Из писем ветеранов:
Дорогие сердцу боевые друзья и соратники погибли на этом пути. Полегли они и за Кривбасс. И мы, ветераны 48-й гвардейской Криворожской Краснознаменной орденов Суворова и Кутузова стрелковой дивизии, предлагаем увековечить их память и память воинов других частей и соединений, которые освобождали Кривой Рог. Построим в их честь величественный памятник. Пусть добровольные пожертвования ветеранов и трудящихся Кривбасса создадут основу этого монумента.
8 мая 1968 года состоялось торжественное открытие монумента «Победа». Среди почётных гостей был бывший командир 48-й гвардейской Криворожской дивизии генерал-майор Глеб Николаевич Корчиков и бывший начальник разведки этой дивизии Виктор Рахманов.

## Авторы проекта
- Скульпторы[1]: Горбань Е. Е., Красотин Н. А., Климушко Б. Е.
- Архитекторы: Ланько И. С.[2][3], Савельев О. А.[1]
- Художник Лось И.

## Описание
Мемориал представляет собой комплекс на треугольной площадке между проспектом Мира и улицей Героев АТО, в восточном конце Дзержинки в Металлургическом районе. На площадке позади комплекса с двух сторон стоят ряды факелов, на которых в дни празднования зажигают огонь Вечной славы. За монументом находится сквер со стелой Героев.

### Статуя солдата
14-метровый 4-гранный пилон, облицованный гранитными полированными плитами, на котором установлена 7-метровая чугунная статуя воина-автоматчика с орденом солдатской Славы.

### Стела
На дугообразной стеле выполнено три композиции горельефными изображениями на тему Великой Отечественной войны, символизирующих три этапа войны — критический, переломный и победный. Первая скульптурная композиция, где мать провожает сына на войну и последний раз касается его руки. Вторая композиционная группа под призывом «Вставай страна огромная на подвиг боевой» символизирует всенародную войну с захватчиками. И третья, последняя скульптурная группа возле надписи «Слава советскому народу — народу победителю» — усталый, но счастливый солдат возвратившийся домой, которого встречают жена и дети.
На обратной стороне показан фрагмент из приказа Верховного Главнокомандующего от 22 февраля 1944 года. Здесь подан перечень воинских соединений и частей, которые особо отличились при освобождении города, удостоенных почётного наименования Криворожских, либо награждённых за Никопольско-Криворожскую операцию боевыми орденами.

- 20-я гвардейская стрелковая Криворожская Краснознамённая дивизия;
- 48-я гвардейская стрелковая Криворожская Краснознамённая дивизия;
- 10-я гвардейская воздушно-десантная Криворожская дивизия;
- 394-я стрелковая Криворожская дивизия;
- 92-я гвардейская стрелковая Криворожская дивизия;
- 462-й армейский миномётный Криворожский полк;
- 1242-й армейский истребительно-противотанковый артиллерийский Криворожский полк;
- 398-й гвардейский самоходно-артиллерийский Криворожский полк;
- 10-я отдельная истребительно-противотанковая артиллерийская Криворожская бригада;
- 115-я пушечная артиллерийская Криворожская бригада;
- 324-й армейский истребительно-противотанковый артиллерийский Криворожский полк;
- 381-й армейский пушечный артиллерийский Криворожский полк;
- 1312-й армейский истребительно-противотанковый артиллерийский Криворожский полк;
- 301-й гвардейский миномётный полк Краснознаменный Криворожский полк;
- 116-й армейский инженерный Криворожский батальон;
- 126-й инженерно-сапёрный Криворожский батальон;
- 127-й инженерно-сапёрный Криворожский батальон;
- 30-й отдельный Криворожский полк связи;
- 469-й отдельный Криворожский радиодивизион особого назначения «ОСНАЗ»;
- 371-й ночной бомбардировочный авиационный Криворожский полк;
- 14-й отдельный авиационный Криворожский полк Гражданского воздушного флота.

Войскам, участвовавшим в освобождении Кривого Рога, приказом ВГК от 22 февраля 1944 года объявлена благодарность и в Москве дан артиллерийский салют 20-ю залпами из 224 орудий.
Монументальные скульптуры были отлиты в фасонно-литейном цехе комбината «Криворожсталь» мастерами художественного литья Довженко, Дмитренко, Иваненко, Пепкиным, Максецким, Репниковым, Скобкиным.

## Память
- Изображение фрагмента мемориала отчеканено на 5-рублёвой монете Банка России:
  - на аверсе в центре расположено обозначение её номинала в две строки «5 РУБЛЕЙ», ниже — надпись «БАНК РОССИИ», под ней год чеканки «2014», слева и справа — стилизованная ветка растения, в правой части монеты — товарный знак монетного двора.
  - на реверсе в центре расположено рельефное изображение фрагмента монумента «Победа» в городе Кривой Рог, по окружности имеются надписи: «ДНЕПРОВСКО-КАРПАТСКАЯ ОПЕРАЦИЯ» и «Великая Отечественная война 1941—1945 ГГ.», разделённые двумя звёздочками.